# Нокија 3210

Нокија 3210 је мобилни телефон, произведен крајем двадесетог века. Са 160 милиона продатих уређаја, Нокија 3210 је један од најпопуларнијих и најуспешнијих телефона у историји компаније Нокиа.

## Дизајн
Нокија 3210 има укупну тежину од 151 грама. Карактерише га прилагођене фасије које се спајају. То је био први телефон са масовним тржиштем са унутрашњом антеном, након што је Нокиа представио ову функцију на луксузном телефону 8810, 1998. години. 3210 је дизајниран од стране Аластер Кертиса у Нокиа дизајн центру у Лос Анђелесу.

## Значајне карактеристике
- Три игре су претходно инсталиране: Снејк, Мемори и Ротација. Додавање таквих игара подстакло је велику продају на тржишту младих који се повећавао веома брзом стопом. Неке верзије 3210 укључивале су "скривене" игре Реакт анд Логик. Они су активирани посебним софтвером помоћу кабла за пренос података.
- 3210 је био један од првих мобилних телефона који имају унутрашњу антену, разликујући слушалицу од других који су имали екстерне антене. Пријем, иако сиромашнији од свог претходника, 3110 и даље је био добар.
- Сликовне поруке се могу слати преко СМС порука.
- Телефон је омогућио стварање једноставних мелодија звона преко интерног софтвера. Било је могуће послати мелодије звона на други Нокиа телефон.
- Телефон је био конкурентан по цени и намењен је тинејџерима и младим стручњацима. Ово је било у тренутку када је неколико младих људи имало приступ мобилном телефону, које су генерално идентификоване са старијим професионалцима и пословним људима.
- 3210 је оригинално дизајниран са функцијом вибрације. Нокиа је одлучила да не користи ову функцију на неким уређајима. Неколико месеци након објављивања у Великој Британији, неке продавнице мобилних телефона понудиле су купцима надоградњу телефона на функцију вибрирања за малу накнаду.